# Transient Random-Noise Bursts With Announcements
Albums de Stereolab
Peng!
(1992) Mars Audiac Quintet
(1994)
Transient Random-Noise Bursts With Announcements est le deuxième album de Stereolab, sorti en mai 1993, et leur premier signé chez une major.
La version originale de cet album contenait un échantillon de George Harrison sur la chanson Pack Yr Romantic Mind et pour lequel le groupe n'a pas obtenu d'autorisation. Le titre a été réenregistré sans l'échantillon mais il a tout de même été diffusé, Elektra ayant déjà fabriqué quelques cassettes de promotion le  contenant.

## Liste des titres
1. Tone Burst – 5:35
2. Our Trinitone Blast – 3:47
3. Pack Yr Romantic Mind – 5:06
4. I'm Going Out of My Way – 3:25
5. Golden Ball – 6:52
6. Pause – 5:23
7. Jenny Ondioline – 18:08
8. Analogue Rock – 4:13
9. Crest – 6:04
10. Lock-Groove Lullaby – 3:38